# Andrzej Czyżowski (lekkoatleta)
Andrzej Czyżowski (ur. 3 listopada 1953 w Słupsku) – polski chodziarz, brązowy medalista mistrzostw Polski na dystansie 20 km.

## Kariera sportowa
Podczas występów w niższych kategoriach wiekowych zdobył dwa tytuły wicemistrzowskie na mistrzostwach Polski juniorów: na 10 km w Poznaniu w 1971 roku i na 20 km w Otwocku w 1972.
W 1971 roku zajął 3. miejsce na mistrzostwach Polski seniorów w chodzie na 20 km na zawodach rozegranych w Warszawie.
W czasie swojej kariery należał do klubów: Wybrzeże Gdańsk (1970–1971) i Gwardia Olsztyn (1971–1973).

## Osiągnięcia

### Seniorzy – krajowe
| Rok  | Impreza                     | Miejsce  | Konkurencja   | Pozycja    | Wynik     |
| ---- | --------------------------- | -------- | ------------- | ---------- | --------- |
| 1971 | Mistrzostwa Polski seniorów | Warszawa | chód na 20 km | 3. miejsce | 1:39:06,8 |

### Juniorzy – krajowe
| Rok  | Impreza                     | Miejsce | Konkurencja   | Pozycja    | Wynik     |
| ---- | --------------------------- | ------- | ------------- | ---------- | --------- |
| 1971 | Mistrzostwa Polski juniorów | Poznań  | chód na 10 km | 2. miejsce | 48:13,2   |
| 1972 | Mistrzostwa Polski juniorów | Otwock  | chód na 20 km | 2. miejsce | 1:38:39,4 |